# Glaucopsyche parvandereggi
Glaucopsyche parvandereggi är en fjärilsart som beskrevs av Ruggero Verity 1938. Glaucopsyche parvandereggi ingår i släktet Glaucopsyche och familjen juvelvingar. Inga underarter finns listade i Catalogue of Life.